# モス・デフ
モス・デフ （Mos Def、本名ダンテ・テレル・スミス、1973年12月11日 - ）は、アメリカ合衆国ニューヨーク州ブルックリン出身のMC、俳優。
彼のキャリアはダ・ブッシュ・ベイビースとデ・ラ・ソウルのアルバムにおけるネイティブ・タンのポッセカットから始まる。1990年代には、同じくニューヨーク出身のMCであるタリブ・クウェリとのコンビ、ブラック・スターにおいて当時のインディーズ・ヒップホップ・シーンで主導的な役割を果たしていたロウカス・レコードの看板ミュージシャンとなり、アンダーグラウンド・ヒップホップを牽引していく。2000年代に入ってからは、俳優としていくつかの映画に出演し始め、評価を集める。社会問題や政治への批評家としても活動しており、2005年にアメリカを襲ったハリケーン・カトリーナ災害の際は、被災者への援助をメディアを通して呼びかけた。2012年ごろからは、ヤシーン・ベイ（Yasiin Bey）に改名して活動している。

## バイオグラフィ

### 少年期
モス・デフことダンテ・スミスはニューヨーク州ブルックリンに生まれた。彼の弟であるAbdul Rahman a.k.a. "Gold Medal Man" は、モス・デフのDJを務めている。最近の兄弟によるコラボレーションは、ダン・ジ・オートメーター・プロデュースのビデオゲーム向けサウンドトラック『NBA 2K7』中の「Here comes the Champ」である。Cesという妹と、Jermone、DCQという弟がいる。モス・デフはヒップホップの黄金時代に育ち、9歳からラップと演技を始めた。

### ラッパーとしてのキャリア
モス・デフは1996年にアーバン・サーモ・ダイナミクス（Urban Thermo Dynamics、UTD）をCes、DCQと結成。ペイ・デイ・レコードとの間に契約を交わし、2枚のシングルとデビュー・アルバム『Manifest Destiny』を製作した。『Manifest Desitiny』は2004年にIllson Mediaが発売した。その後、ソロとして、デ・ラ・ソウルやブッシュ・ベイビーズとのフィーチャリング曲で注目を浴び、ソロ・アルバム『Universal Magnetique』はインディー・シーンでヒット作となった。
ロウカス・レコードと契約した彼は、ラッパーのタリブ・クウェリとブラック・スターを結成、初のフル・アルバム『ブラック・スター (Mos Def and Talib Kweli Are Black Star)』を1998年に発売する。アルバムの曲は、ほとんどDJのHi-Tekがプロデュースを担当した。
1999年にロウカスから、ソロ・アルバム『ブラック・オン・ボース・サイズ』を発売。耳の肥えたヒップホップ・フリークをうならせた同レーベルの『The Lyricist Lounge』シリーズにもフィーチャーされる。
ロウカスの倒産後は、Interscope/ゲフィン・レコードと契約、2004年にアルバム『ザ・ニュー・デンジャー』を発売する。『ザ・ニュー・デンジャー』はソウル、ブルースやロックなど様々なジャンルの音楽の折衷だという批判を以って、ファンに受け止められた。『ザ・ニュー・デンジャー』ではモス・デフ自身が結成したロック・バンド、ブラック・ジャック・ジョンソン（The Black Jack Johnson）が演奏を担当した。ブラック・ジャック・ジョンソンには、元祖黒人ハードコアパンク・バンドのバッド・ブレインズやリヴィング・カラーのメンバーも在籍していた。また、GMC デナリ・スポーツ・ユーティリティ・ビークルのTVコマーシャルに出演したことで、アンダーグラウンド・ヒップホップの活動では重要な要素になる地に足の着いた（Keep it real）気持ちをなくしてしまったとの批判をファンから受けた。
2006年にはゲフィンからの最後のアルバム『True Magic』を発売した。『True Magic』のCDはブックレットも無く、ケースにラベルも貼られていない、ただ透明なプラスティックのケースにCDが入れられただけという簡素なものだった。これはゲフィンがモス・デフのプロモーション費をカットしたことが理由と目されている。
その後、2007年にコンピレーション・アルバム『Mos Definite』をFrequent Mから発売する。
2009年にアルバム『ジ・エクスタティック (The Ecstatic)』を発売。収録曲「Quiet Dog Bite Hard」はゲーム『Saints Row: The Third』に使用されている。

### 俳優としてのキャリア
彼の俳優としてのキャリアは、ダンテ・ベーゼ（Dante Beze）の名で子役として始まる。14歳のとき、『God Bless The Child』というTV映画に出演。その後、『You Take The Kids』というシットコムに出演する。彼は音楽のキャリアよりも先に、テレビ・ドラマ『The Cosby's Mistery』で探偵役のビル・コスビーの相棒を務め、その演技により注目を集める。1996年には、Visaチェック・カードのコマーシャルにも出演している。
その後、2001年『チョコレート』、2003年『ミニミニ大作戦』、2005年『銀河ヒッチハイク・ガイド』、2006年『16ブロック』、2008年『僕らのミライへ逆回転』、『キャデラック・レコード 音楽でアメリカを変えた人々の物語』(Cadillac Records) などに出演している。

## ディスコグラフィ

### スタジオ・アルバム
- 『ブラック・オン・ボース・サイズ』 - Black on Both Sides (1999年)
- 『ザ・ニュー・デンジャー』 - The New Danger (2004年)
- True Magic (2006年)
- 『ジ・エクスタティック』 - The Ecstatic (2009年)
- ንጉሥ (Negus) (2019年)[A]

### コラボレーション・アルバム
- 『ブラック・スター』 - Mos Def & Talib Kweli Are Black Star (1998年) ※ブラック・スター名義 with タリブ・クウェリ
- Manifest Destiny (2004年) ※UTD名義 with Ces and DCQ[5]
- December 99th (2016年) ※Dec 99th名義 with フェラーリ・シェパード
- No Fear of Time (2022年) ※ブラック・スター名義 with タリブ・クウェリ

## フィルモグラフィ

### 映画
| 公開年 | 邦題 原題                                                                 | 役名                     | 備考               |
| ------ | ------------------------------------------------------------------------- | ------------------------ | ------------------ |
| 1991   | ハード・ウェイ The Hard Way                                               | Dead Romeos              |                    |
| 1997   | マイケル・ジャクソン 「ゴースト」 Michael Jackson's Ghosts                | 町の住人                 |                    |
| 2000   | フリースタイル：アート・オブ・ライム Freestyle: The Art of Rhyme          | 本人                     |                    |
| 2000   | フライショック Island of the Dead                                         | ロビー・J                | 劇場未公開         |
| 2001   | カルメン：ヒップ・ホペラ Carmen: A Hip Hopera                             | ミラー警部補             |                    |
| 2001   | チョコレート Monster's Ball                                               | ライラス・クーパー       |                    |
| 2002   | ショウタイム Showtime                                                     | Lazy Boy                 |                    |
| 2002   | ブラウン・シュガー Brown Sugar                                            | クリス                   | 劇場未公開         |
| 2003   | ミニミニ大作戦 The Italian Job                                            | レフト・イヤー           |                    |
| 2004   | 奇蹟の手/ボルチモアの友情 Something the Lord Made                         | ヴィヴィエン・トーマス   | テレビ映画         |
| 2005   | ブルース・イン・ニューヨーク Lackawanna Blues                             | バンドリーダー           | テレビ映画         |
| 2005   | 銀河ヒッチハイク・ガイド The Hitchhiker's Guide to the Galaxy             | フォード・プリーフェクト |                    |
| 2006   | ブロック・パーティー Dave Chappelle's Block Party                         | 本人                     |                    |
| 2006   | 16ブロック 16 Blocks                                                      | エディ・バンカー         |                    |
| 2006   | ブレンダン・フレイザー 復讐街 Journey to the End of the Night             | ウェムバ                 | 劇場未公開         |
| 2006   | タラデガ・ナイト オーバルの狼 Talladega Nights: The Ballad of Ricky Bobby | 本人                     | カメオ出演         |
| 2008   | 僕らのミライへ逆回転 Be Kind Rewind                                       | マイク                   |                    |
| 2008   | キャデラック・レコード 音楽でアメリカを変えた人々の物語 Cadillac Records  | チャック・ベリー         |                    |
| 2010   | 容疑者、ホアキン・フェニックス I'm Still Here                             | 本人                     |                    |
| 2013   | はじまりのうた Begin Again                                                | サウル                   | ヤシーン・ベイ名義 |
| 2013   | ライフ・オブ・クライム Life of Crime                                      | オーデル・ロビー         | ヤシーン・ベイ名義 |
| 2015   | AMY エイミー Amy                                                          | 本人                     | ヤシーン・ベイ名義 |

### テレビ
| 放映年    | 邦題 原題                                     | 役名                       | 備考                                      |
| --------- | --------------------------------------------- | -------------------------- | ----------------------------------------- |
| 1997      | ブルックリン74分署 Brooklyn South             | ダリウス                   | 2エピソード                               |
| 1997-2000 | NYPDブルー NYPD Blue                          | Leslie Peach / Levon Wells | 3エピソード                               |
| 1998      | スピン・シティ Spin City                      | モンティ                   | シーズン2 第15話 "Gentleman's Agreement"  |
| 2002      | マイ・ワイフ・アンド・キッズ My Wife and Kids | トミー                     | シーズン3 第12話 "Chair Man of the Board" |
| 2005-2008 | ブーンドックス The Boondocks                  | ギャングスタリシャス       | 声の出演、3エピソード                     |
| 2009      | Dr.HOUSE House                                | リー                       | 第5シーズン 第19話 "閉じ込められた心"     |
| 2011      | デクスター 警察官は殺人鬼 Dexter              | ブラザー・サム             | 5エピソード                               |